# Романус, Иван Васильевич
Иван Васильевич Романус (1803 — июнь 1861) — генерал-лейтенант, костромской губернатор.
Родился в 1803 г., воспитывался в Императорском Военно-сиротском доме (Павловском кадетском корпусе), откуда 14 октября 1821 г. был выпущен прапорщиком в Гренадерский Короля Прусского полк.
Прослужив здесь год с небольшим, Романус 29 января 1823 г. был переведён в лейб-гвардии Гренадерский полк, в котором 31 мая 1824 г. был произведён в подпоручики, а 6 декабря 1826 г. — в поручики.
Приняв в 1828 г. участие в Персидской кампании, Романус 12 февраля этого года, за отличие в сражении, получил орден св. Анны 4-й степени с надписью «За храбрость» и в том же году, за отличие в сражениях против турок, — тот же орден 3-й степени с бантом (6 декабря 1828 г.).
По возвращении с театра войны Романус вскоре был прикомандирован (5 мая 1830 г.) к Школе гвардейских подпрапорщиков и кавалерийских юнкеров, в 1831 г. получил чин штабс-капитана, а 21 апреля 1835 г. — капитана, неся должность дежурного офицера роты гвардейских подпрапорщиков. 20 января 1837 г. Романус был произведён в подполковники с назначением в Воронежские батальоны военных кантонистов, но 6 февраля того же года назначен был командиром 1-го Казанского батальона тех же кантонистов.
Затем, в чине полковника (с 16 апреля 1841 г.), он служил в Смоленской губернии штаб-офицером 2-го округа корпуса жандармов и, произведённый в генерал-майоры, был назначен 3 декабря 1851 г. исправляющим должность вологодского губернатора. Утвержденный в этой должности 2 июня 1853 г., Романус 13 августа 1854 г. был переведён военным губернатором в Ковно, откуда 24 октября 1857 г. был перемещён военным губернатором Костромы и Костромским гражданским губернатором и вскоре получил чин генерал-лейтенанта. В этой должности он и скончался в июне 1861 г. (исключен из списков в приказе 30 июня).
Среди прочих наград Романус имел орден св. Георгия 4-й степени, пожалованный ему 17 декабря 1844 года за беспорочную выслугу 25 лет в офицерских чинах (№ 7189 по списку Григоровича — Степанова).